# Mạy lênh lang
Mạy lênh lang, tên khoa học Ferrocalamus strictus, là một loài thực vật có hoa trong thuộc chi đơn loài Ferrocalamus trong họ Hòa thảo. Loài này được Hsueh & Keng f. mô tả khoa học đầu tiên năm 1982.